# 赵仁虎
赵仁虎（1924年—2008年），河北宁晋人。中国人民解放军将领。
1943年，参加八路军晋察冀军区冀中军区第6军分区。第二次国共内战期间，担任晋察冀军区冀中军区第11军分区82团连长，后升任第20兵团68军203师607团营长。朝鲜战争金城战役中，任609团副团长，率领第609团第2营穿插突袭韩国首都师白虎团团部。此后晋升上校军衔；升任陆军守备第2师师长、济南军区青岛警备区副司令员。
1954年，当选第一届全国人民代表大会代表。